# La calle del agujero en la media
La calle del agujero en la media es un libro de  poemas del poeta argentino Raúl González Tuñón. Fue publicado por primera vez por Manuel Gleizer Editor, en 1930.
El libro fue escrito en París, durante una estadía del poeta en Europa. Al regresar, publicó el libro, que es uno de los que mayor reconocimiento le dio.
Los poemas de González Tuñon están construidos con versos sueltos y potentes que, unidos, forman un conjunto con personalidad propia. Una sintaxis fragmentada, que se aproxima a lo oral. Su poesía es innovadora, vanguardista y comprometida.
En la calle del agujero en la media, están presentes los rasgos característicos de su poesía: el sentido de lo popular, personajes comunes, calles, lugares, la ciudad, la participación del hombre en su destino social. En el libro, el recuerdo de la infancia, la vida cosmopolita, los bajos fondos y lugares de otros países, Francia o España, propios de su postura internacionalista, en concordancia con su militancia en la izquierda, son los temas predominantes.